# Mali Sadio
Pour les articles homonymes, voir Sadio.

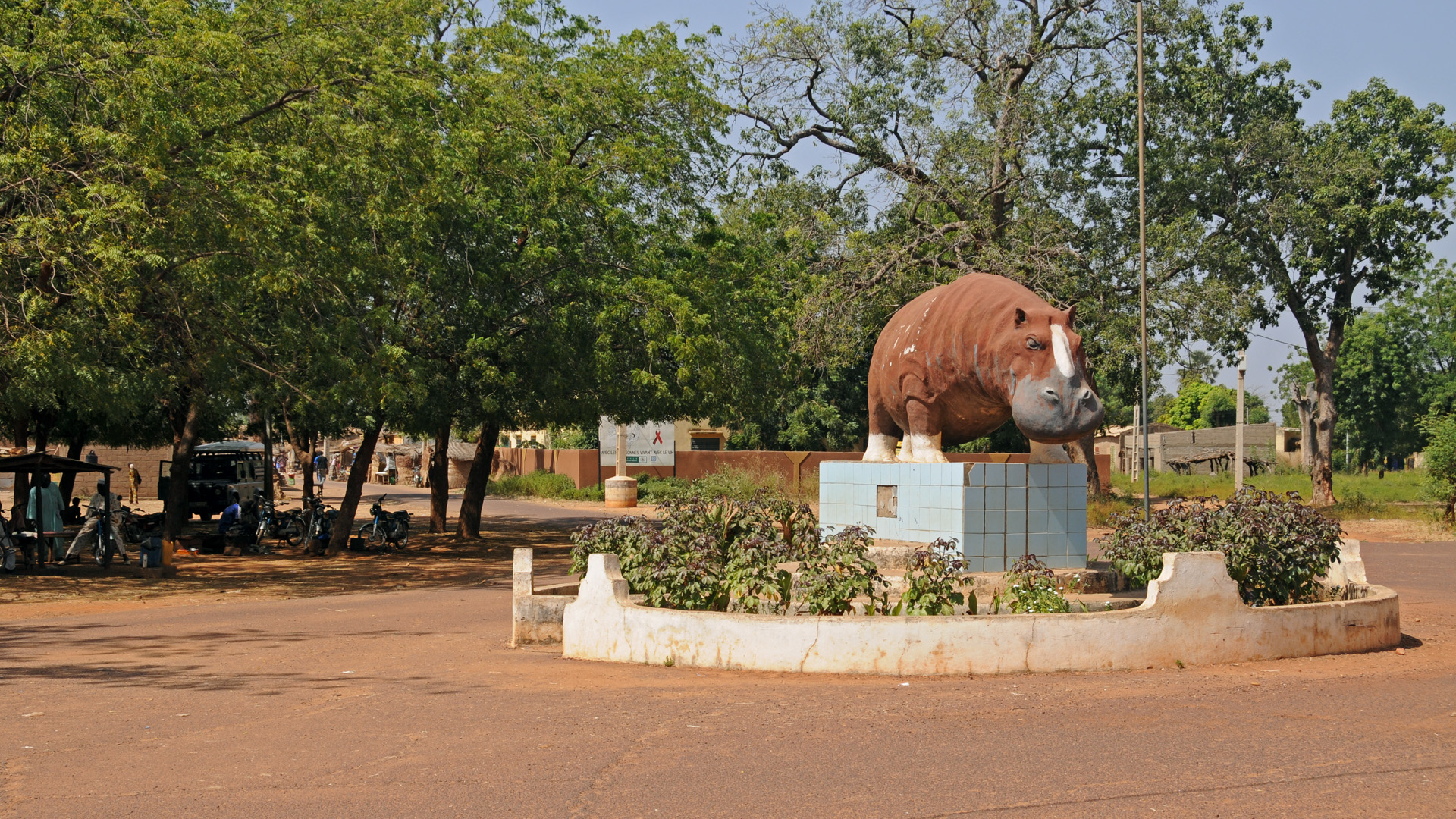
Statue représentant Mali Sadio, sur la place centrale de Bafoulabé

La légende de Mali Sadio, ou Mali-cajo, ou encore Mali Sâdjo ou Mali Sâdjè, se déroule au niveau de la ville de Bafoulabé, au Mali. Présenté comme une histoire vraie mais rapportée par la tradition orale, cette histoire a subi de nombreuses modifications. Il en existe aujourd'hui plusieurs versions. 
Sory Kandia Kouyaté a chanté pour Mali sadio dans les années 1954 et sa sortie officielle la chanson était 1970 Après que d'autres artistes ont commencé à chanter aussi/
•Généralement, l'histoire fait mention d'un hippopotame, mali en bambara, qui se serait lié d'amitié avec une petite fille du village, nommée Sadio. D'autres versions attribuent le nom de Mali Sadio (ou simplement Sadio) à l'hippopotame, un nom qui viendrait du terme kassonké Cajo (Tchatcho en bambara) signifiant "animal à 2 couleurs". À noter que ce terme "Tchatcho" est employé au Mali (avec une connotation péjorative) pour désigner les femmes ayant recours à la dépigmentation.
Finalement, l’hippopotame fut tué. Selon certaines versions, il le fut par un habitant du village, amoureux de la jeune femme et jaloux de cette amitié. Selon d’autres versions, c'est le colon français Cauchon qui aurait abattu l'animal,,.
Cette légende est racontée et chantée par les griots et reprise par de nombreux chanteurs maliens. En 2005, le Festival Dansa Diawoura s'est terminé par une journée consacrée à la légende. Cela a permis à de nombreux griots de confronter leurs versions. À la suite de cette journée, Doumbi Fakoly a écrit un livre tentant d'unifier les versions.